# Hydromancie
 (avril 2013).
Si vous disposez d'ouvrages ou d'articles de référence ou si vous connaissez des sites web de qualité traitant du thème abordé ici, merci de compléter l'article en donnant les références utiles à sa vérifiabilité et en les liant à la section « Notes et références ».

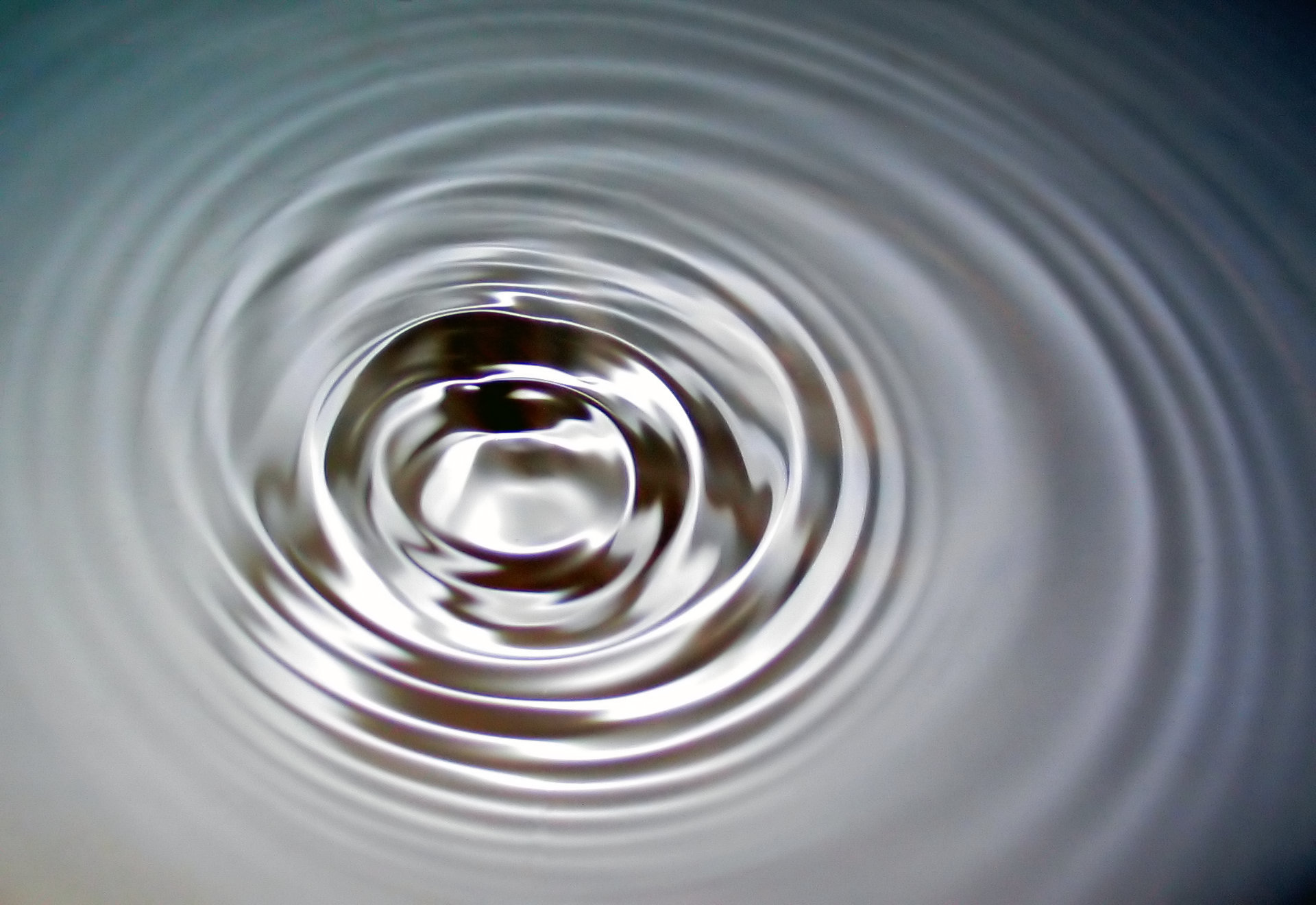
Ondes de surface sur de l'eau

L'hydromancie est l'art de la divination au moyen de l'eau. Cette pratique remonte à 3 000 ans avant Jésus-Christ dans la civilisation sumérienne avec le dieu Enki, le dieu de l’eau, de la sagesse, de la magie et de la divination.
Les temples dédiés à ce dieu possédaient des bassins d'eau consacrée dans lesquels les prêtres versaient de l'huile pour interpréter les formes qu'elle prenait en s'étalant.

## Description
L'hydromancie consistait à invoquer les esprits que l'on croyait voir au fond d'un bassin d'eau. Des paroles étaient professées et un anneau suspendu à un fil était tenu au-dessus du bassin. Selon comment il se mouvait des interprétations étaient faites. Une autre forme consistait à inspecter les cercles formés par trois pierres jetées à l'eau. D'autres rituels écoutaient la chute de l'eau. 